# Alcis medialbifera
Alcis medialbifera là một loài bướm đêm trong họ Geometridae.